# Golem Volley 2015-2016
Questa voce raccoglie le informazioni riguardanti la Golem Volley nelle competizioni ufficiali della stagione 2015-2016.

## Stagione
La stagione 2015-16 è per la Golem Volley la prima in Serie A2: la squadra infatti ha ottenuto il diritto di partecipazione al campionato cadetto grazie alla vittoria dei play-off promozione della Serie B1 2014-15. La scelta dell'allenatore cade su Jordan Kroumov, sostituito a stagione in corso da Georgi Draganov, mentre la rosa è in parte modificata, con alcune conferme delle autrici della promozione tra cui Ramona Aricò, Simona La Rosa, Elisa Moncada e Ilaria Speranza; tra i nuovi acquisti quelli di Ludovica Guidi, Francesca Moretti, Ilijana Petkova, Carla Rueda e Paola Ampudia, quest'ultima arrivata a campionato inoltrato, mentre tra le cessioni quelle di Stefania Okaka, Gaia Sfogliano, Letizia Franco, Simona Corallo e Simona Rotondo.
Il campionato si apre con la sconfitta in casa della Pro Victoria, mentre la prima vittoria arriva nella giornata successiva contro la Lilliput Pallavolo: nelle successive otto giornate la squadra calabrese raccoglie un solo successo, quello sul campo della Pallavolo Cisterna 88, per poi chiudere il girone di andata con tre vittorie consecutive, raggiungendo l'undicesimo posto in classifica, non qualificandosi quindi per la Coppa Italia di Serie A2. Il girone di ritorno comincia con due gare perse, poi la formazione di Palmi ottiene una serie di risultati altalenanti, fino a conquistare quattro vittorie nelle ultime quattro giornate di regular season, chiudendo al nono posto, fuori dai play-off promozione.

## Organigramma societario
Area direttiva
- Presidente: Massimo Salvago

Area tecnica
- Allenatore: Jordan Kroumov (fino al 12 dicembre 2015), Georgi Draganov (dal 13 dicembre 2015)
- Allenatore in seconda: Vincenzo Celi (fino al 28 dicembre 2015), Jordan Kroumov (dal 30 dicembre 2015)
- Scout man: Claudio Mantarro (dal 19 gennaio 2016)

Area sanitaria
- Medico: Palmerino Rigitano
- Fisioterapista: Antonio Costa (dal 5 gennaio 2016)

## Rosa
| N° | Nome                 | Ruolo | Data di nascita  | Nazionalità sportiva |
| -- | -------------------- | ----- | ---------------- | -------------------- |
| 1  | Simona La Rosa       | C     | 13 gennaio 1992  | Italia               |
| 3  | Carla Rueda          | S     | 19 aprile 1990   | Perù                 |
| 5  | Ilijana Petkova      | C     | 10 novembre 1977 | Bulgaria             |
| 6  | Giovanna Tomaselli   | S/O   | 17 luglio 1992   | Italia               |
| 7  | Ramona Aricò         | S/O   | 30 ottobre 1985  | Italia               |
| 9  | Ilaria Speranza      | S     | 9 settembre 1987 | Italia               |
| 10 | Elisa Moncada        | P     | 14 novembre 1987 | Italia               |
| 11 | Ramona Ricchiuti     | P     | 18 marzo 1995    | Italia               |
| 12 | Paola Ampudia        | S/O   | 5 agosto 1988    | Colombia             |
| 13 | Ludovica Guidi       | C     | 17 dicembre 1992 | Italia               |
| 14 | Alice Barbagallo     | L     | 24 aprile 1997   | Italia               |
| 15 | Elena Bortolot       | P     | 20 agosto 1995   | Italia               |
| 17 | Geraldina Quiligotti | L     | 16 ottobre 1994  | Italia               |
| 18 | Francesca Moretti    | S     | 5 febbraio 1985  | Italia               |

## Mercato
| Acquisti | Acquisti             | Acquisti      | Acquisti   |
| R.       | Nome                 | da            | Modalità   |
| -------- | -------------------- | ------------- | ---------- |
| S/O      | Paola Ampudia        | ?             | definitivo |
| L        | Alice Barbagallo     | Orizzonte     | definitivo |
| P        | Elena Bortolot       | Spes Belluno  | definitivo |
| C        | Ludovica Guidi       | Évreux        | definitivo |
| S        | Francesca Moretti    | inattiva      | definitivo |
| C        | Ilijana Petkova      | inattiva      | definitivo |
| L        | Geraldina Quiligotti | Casalmaggiore | definitivo |
| S        | Carla Rueda          | Azərreyl      | definitivo |
| S/O      | Giovanna Tomaselli   | Sicilia       | definitivo |

| Cessioni | Cessioni           | Cessioni               | Cessioni   |
| R.       | Nome               | a                      | Modalità   |
| -------- | ------------------ | ---------------------- | ---------- |
| S        | Simona Corallo     | Maglie                 | definitivo |
| L        | Letizia Franco     | Cosenza                | definitivo |
| P        | Gabriella Mercanti | Modica                 | definitivo |
| C        | Matilde Mercieca   | Virtus Reggio Calabria | definitivo |
| S        | Stefania Okaka     | Béziers                | definitivo |
| C        | Simona Rotondo     | Santa Teresa           | definitivo |
| C        | Gaia Sfogliano     | Pedara Volley          | definitivo |
| S        | Giulia Speranza    | Sestese                | definitivo |

## Risultati

### Serie A2

#### Girone di andata
| 1ª giornata - 18 ottobre 2015 Palazzetto dello Sport, Monza   | Pro Victoria  | 3 - 1 | Golem           | 25-27, 25-19, 26-24, 25-13        |
| 2ª giornata - 25 ottobre 2015 PalaSurace, Palmi               | Golem         | 3 - 1 | Lilliput        | 23-25, 25-10, 25-21, 26-24        |
| 3ª giornata - 1º novembre 2015 Palazzetto dello Sport, Rovigo | Beng Rovigo   | 3 - 0 | Golem           | 28-26, 25-22, 32-30               |
| 4ª giornata - 8 novembre 2015 PalaSurace, Palmi               | Golem         | 1 - 3 | VolAlto Caserta | 25-18, 15-25, 22-25, 22-25        |
| 5ª giornata - 15 novembre 2015 PalaRamadù, Cisterna di Latina | Cisterna      | 1 - 3 | Golem           | 25-17, 12-25, 21-25, 19-25        |
| 6ª giornata - 18 novembre 2015 PalaScoppa, Soverato           | Soverato      | 3 - 1 | Golem           | 18-25, 25-14, 25-14, 25-16        |
| 7ª giornata - 22 novembre 2015 PalaSurace, Palmi              | Golem         | 2 - 3 | Filottrano      | 25-27, 15-25, 25-23, 25-19, 10-15 |
| 8ª giornata - 29 novembre 2015 PalaSurace, Palmi              | Golem         | 0 - 3 | Forlì           | 23-25, 25-27, 19-25               |
| 9ª giornata - 6 dicembre 2015 PalaCampanara, Pesaro           | Pesaro        | 3 - 0 | Golem           | 25-15, 25-11, 25-17               |
| 10ª giornata - 13 dicembre 2015 PalaSurace, Palmi             | Golem         | 2 - 3 | Hermaea         | 25-22, 25-23, 20-25, 18-25, 13-15 |
| 11ª giornata - 19 dicembre 2015 PalaSanbapolis, Trento        | Trentino Rosa | 2 - 3 | Golem           | 28-26, 20-25, 25-18, 23-25, 12-15 |
| 12ª giornata - 22 dicembre 2015 PalaSurace, Palmi             | Golem         | 3 - 2 | Libertas Aversa | 26-24, 10-25, 25-14, 22-25, 15-12 |
| 13ª giornata - 17 gennaio 2016 PalaMaddalene, Chieri          | Chieri '76    | 0 - 3 | Golem           | 20-25, 21-25, 22-25               |

#### Girone di ritorno
| 14ª giornata - 24 gennaio 2016 PalaSurace, Palmi                        | Golem           | 2 - 3 | Pro Victoria  | 25-20, 25-23, 14-25, 18-25, 12-15 |
| 15ª giornata - 31 gennaio 2016 Palazzetto dello Sport, Settimo Torinese | Lilliput        | 3 - 2 | Golem         | 22-25, 25-23, 25-20, 18-25, 15-11 |
| 16ª giornata - 7 febbraio 2016 PalaSurace, Palmi                        | Golem           | 3 - 1 | Beng Rovigo   | 25-20, 25-22, 23-25, 28-26        |
| 17ª giornata - 14 febbraio 2016 Palazzetto dello Sport, Caserta         | VolAlto Caserta | 3 - 1 | Golem         | 25-19, 21-25, 28-26, 25-17        |
| 18ª giornata - 21 febbraio 2016 PalaSurace, Palmi                       | Golem           | 3 - 0 | Cisterna      | 25-20, 25-19, 25-16               |
| 19ª giornata - 24 febbraio 2016 PalaSurace, Palmi                       | Golem           | 2 - 3 | Soverato      | 25-16, 25-18, 18-25, 21-25, 14-16 |
| 20ª giornata - 28 febbraio 2016 PalaBaldinelli, Osimo                   | Filottrano      | 3 - 0 | Golem         | 25-15, 25-22, 25-21               |
| 21ª giornata - 6 marzo 2016 PalaRomiti, Forlì                           | Forlì           | 2 - 3 | Golem         | 26-28, 25-15, 18-25, 25-18, 13-15 |
| 22ª giornata - 13 marzo 2016 PalaSurace, Palmi                          | Golem           | 2 - 3 | Pesaro        | 25-22, 16-25, 25-21, 17-25, 8-15  |
| 23ª giornata - 26 marzo 2016 Geopalace, Olbia                           | Hermaea         | 2 - 3 | Golem         | 25-22, 22-25, 25-19, 24-26, 17-19 |
| 24ª giornata - 3 aprile 2016 PalaSurace, Palmi                          | Golem           | 3 - 2 | Trentino Rosa | 25-23, 25-23, 16-25, 18-25, 15-12 |
| 25ª giornata - 6 aprile 2016 PalaJacazzi, Aversa                        | Libertas Aversa | 0 - 3 | Golem         | 21-25, 21-25, 24-26               |
| 26ª giornata - 10 aprile 2016 PalaSurace, Palmi                         | Golem           | 3 - 0 | Chieri '76    | 25-20, 25-20, 25-22               |

## Statistiche

### Statistiche di squadra
| Competizione | Punti | In casa | In casa | In casa | In trasferta | In trasferta | In trasferta | Totale | Totale | Totale |
| Competizione | Punti | G       | V       | P       | G            | V            | P            | G      | V      | P      |
| ------------ | ----- | ------- | ------- | ------- | ------------ | ------------ | ------------ | ------ | ------ | ------ |
| Serie A2     | 37    | 13      | 6       | 7       | 13           | 6            | 7            | 26     | 12     | 14     |
| Totale       | -     | 13      | 6       | 7       | 13           | 6            | 7            | 26     | 12     | 14     |

G = partite giocate; V = partite vinte; P = partite perse

### Statistiche dei giocatori
| Giocatore     | Serie A2 | Serie A2 | Serie A2 | Serie A2 | Serie A2 | Totale | Totale | Totale | Totale | Totale |
| Giocatore     | P        | PT       | AV       | MV       | BV       | P      | PT     | AV     | MV     | BV     |
| ------------- | -------- | -------- | -------- | -------- | -------- | ------ | ------ | ------ | ------ | ------ |
| P. Ampudia    | 5        | 24       | ?        | ?        | ?        | 5      | 24     | ?      | ?      | ?      |
| R. Aricò      | 26       | 498      | ?        | ?        | ?        | 26     | 498    | ?      | ?      | ?      |
| A. Barbagallo | 17       | -        | -        | -        | -        | 17     | -      | -      | -      | -      |
| E. Bortolot   | 16       | 5        | ?        | ?        | ?        | 16     | 5      | ?      | ?      | ?      |
| L. Guidi      | 24       | 166      | ?        | ?        | ?        | 24     | 166    | ?      | ?      | ?      |
| S. La Rosa    | 13       | 34       | ?        | ?        | ?        | 13     | 34     | ?      | ?      | ?      |
| E. Moncada    | 26       | 68       | ?        | ?        | ?        | 26     | 68     | ?      | ?      | ?      |
| F. Moretti    | 23       | 232      | ?        | ?        | ?        | 23     | 232    | ?      | ?      | ?      |
| I. Petkova    | 23       | 226      | ?        | ?        | ?        | 23     | 226    | ?      | ?      | ?      |
| G. Quiligotti | 21       | -        | -        | -        | -        | 21     | -      | -      | -      | -      |
| R. Ricchiuti  | 1        | 0        | 0        | 0        | 0        | 1      | 0      | 0      | 0      | 0      |
| C. Rueda      | 20       | 240      | ?        | ?        | ?        | 20     | 240    | ?      | ?      | ?      |
| I. Speranza   | 23       | 150      | ?        | ?        | ?        | 23     | 150    | ?      | ?      | ?      |
| G. Tomaselli  | 13       | 34       | ?        | ?        | ?        | 13     | 34     | ?      | ?      | ?      |

P = presenze; PT = punti totali; AV = attacchi vincenti; MV = muri vincenti; BV = battute vincenti